# Клохейн
Клохейн (англ. Cloghane; ирл. An Clochán) — деревня в Ирландии, находится в графстве Керри (провинция Манстер).
Население — 273 человека (по переписи 2006 года).